# Zughrughascheni

Zughrughascheni

Zughrughascheni (georgisch წუღრუღაშენი) ist eine georgisch-orthodoxe Kirche in der georgischen Region Niederkartlien in der Munizipalität Bolnissi, etwa zwei Kilometer von Bolnissi Sioni entfernt am rechten Ufer des Flusses Bolnissiszqali. In einer Inschrift sind König Giorgi und der Erbauer der Kirche Hasan, Sohn von Arsen genannt. Nach der Meinung der Forscherin Renée Schmerling ist der in der Inschrift genannte König Giorgi Giorgi IV. Lascha, demnach wurde die Kirche in der Zeit von 1212 bis 1222 gebaut. 
Die Zughrughascheni-Kirche ähnelt stilistisch den Kirchen aus dem 12.–13. Jahrhundert, so Betania, Kwatachewi, Pitareti. Sie ist aber etwas kleiner und hat eine höhere Kuppel. Der Grundriss des Gebäudes ist rechteckig. Die Apsis wird von zwei zweistöckigen Nebenräumen flankiert. Die Kirche ist, besonders an der Kuppel, reich mit georgischen traditionellen Ornamenten geschmückt.